# Jeff Dahn
Jeff Dahn (né en 1957 aux États-Unis et ayant émigré en Nouvelle-Écosse, Canada, en 1970) est un professeur au département de physique et des sciences de l'atmosphère et au département de chimie de l'Université Dalhousie. Il est reconnu comme un pionnier dans le développement de la batterie lithium-ion.

## Biographie
Dahn obtient un B.Sc. en physique de l'Université Dalhousie en 1978, puis un doctorat de l'Université de la Colombie-Britannique en 1982.
Après son doctorat, Dahn fait des recherches au Conseil national de recherches Canada (CRSNG) de 1982 à 1985, avant de travailler chez E-One Moli Energy (en) jusqu'en 1990. À cette époque, il occupe également un poste de professeur au département de physique de l'Université Simon Fraser.
Six ans plus tard, en 1996, Dahn décroche la chaire de recherche industrielle CRSNG/3M Canada sur les matériaux pour les batteries de pointe et retourne à l'Université Dalhousie en tant que professeur au département de physique et des sciences de l'atmosphère. C'est à ce moment qu'il commence à concentrer ses recherches sur les batteries lithium-ion.
En juin 2016, Dahn établit un partenariat de recherche de 5 ans avec Tesla Motors, afin d'améliorer la densité énergétique et la durée de vie des batteries lithium-ion, tout en réduisant leur coût,.

## Prix et distinctions
Dahn a reçu de nombreux prix, dont notamment : 
- 1995 : Le prix de recherche de l'International Battery Materials Association (d) (IBA)
- 1996 : 
  - La médaille Herzberg, remise par l'Association canadienne des physiciens
  - Le ECS (en) Battery Division Technology Award (1996);
- 2001 : Dahn devient membre de la Société royale du Canada (2001)
- 2009 : Médaille d'excellence en enseignement de l'Association canadienne des physiciens
- 2010 : Le prix Rio-Tinto Alcan de l'Institut de chimie du Canada (en) (2010)
- 2011 : Le ECS Battery Division Technology Award
- 2016 : 
  - Le prix Yeager de l'International Battery Materials Association
  - Le Prix inaugural du Gouverneur général pour l'innovation
- 2017 : La médaille d'or Gerhard-Herzberg en sciences et en génie du Canada